# Askarioza
Askarioza, tudi askariaza, je bolezen, ki jo povzroča zajedavska navadna glista Ascaris lumbricoides.  Okužbe so pri več kot 85 % primerih brez znakov, še posebej, če je število glist majhno.  Simptomi naraščajo s številom prisotnih glist, ob začetku bolezni gre lahko za težko dihanje in vročino.  Kasneje lahko pride do oteklosti trebuha, bolečin v trebuhu in driske.  Najpogosteje so prizadeti otroci; v tej starostni skupini okužba lahko povzroči tudi slabo rast telesne teže, podhranjenost in težave pri učenju.  
Do okužbe pride se z uživanjem hrane ali pijače, okužene z jajci Ascaris v blatu.  Jajca se izvalijo v črevesu, prevrtajo skozi steno črev in se prek krvi preselijo v pljuča .  V pljučih vdrejo v alveole in plezajo po sapniku, od koder jih okužena oseba izkašlja in nato pogoltne.  Ličinke nato gredo drugič skozi želodec v črevesje, kjer gliste dokončno dorastejo.  Askariaza je razvrščena med zapostavljene tropske bolezni, ker gre za vrsto t. i. helmintiaz, ki se prenašajo prek tal.
Preventiva se izvaja z izboljšanjem sanitarnih razmer, ki je izboljšan dostop do stranišč in pravilno odstranjevanje blata.  Umivanje rok z milom zgleda deluje zaščitno.  Na območjih, kjer je prizadetih več kot 20% prebivalstva, se priporoča v rednih časovnih presledkih zdraviti vse osebe.  Okužbe se pogosto ponavljajo.   Za bolezen ni cepiva.  Za zdravljenje Svetovna zdravstvena organizacija priporoča zdravila albendazol, mebendazol, levamizol ali pirantel pamoat.  Učinkovita sredstvi sta tudi tribendimidin in nitazoksanid.
Po  vsem svetu je za askariozo bolnih od 0,8 do 1,2 milijarde ljudi, najmočneje je prizadeto prebivalstvo v podsaharski Afriki, Latinski Ameriki in v Aziji.    Tako je askariaza najpogostejša oblika prek tal prenosljive helmintiaze.  Leta 2010 je povzročila približno 2700 smrti, padec z 3.400 smrtnih primerov v letu 1990. Druga vrsta  Ascaris  okužuje prašiče.

### Življenjski cikel gliste Ascaris
1. Odrasli črvi živijo v lumnu tankega črevesa. Ženska glista ustvari približno 200.000 jajc na dan.
2. Širijo se prek blata. Neoplojena jajca se lahko zaužijejo, vendar niso kužna.
3. Iz oplojenih jajc se po 18 dneh do nekaj tednih, odvisno od okoljskih pogojev (optimalno: vlažno, toplo, senčna tla), razvijejo embriji.
4. Ko se kužna jajčeca zaužijejo...
5. ... se iz njih izležejo ličinke, ki napadejo črevesno sluznico; krvni in/ali limfni obtok prenaša v pljuča.
6. Ličinke v pljučih (od 10 do 14 dni) dozorijo, predrejo stene alveol in plezajo po sapniku.
7. Ko pridejo v grlo, jih bolnik pogoltne.
8. V tankem črevesu se razvijejo v odrasle črve.

Med zaužitjem kužnih jajčec in dozorelostjo v odraslo žensko glisto, ki odlaga nova jajčeca, preidejo dva do trije meseci.  Odrasli črvi lahko živijo od 1 do 2 leti.